# Calldetenes
Calldetenes es un municipio español de la provincia de Barcelona, Cataluña, situado en la comarca de Osona. Se encuentra en el centro de la Plana de Vich, a escasa distancia de la capital comarcal. Incluye el núcleo de San Martín de Riudeperas.

## Historia
El origen del municipio está en el núcleo de San Martín de Riudeperas, localidad documentada desde el año 949. Desde mediados del siglo XIV aparece documentado el núcleo de Calldetenes, cercano a la ciudad de Corcó, que fue adquiriendo importancia hasta desplazar a Sant Josep dels Galls como centro del municipio. Este municipio se denominaba San Martín de Riudeperas hasta la década de 1960.

## Símbolos
- El escudo actual de Calldetenes se define por el siguiente blasón:

«Escudo en forma de losange con ángulos rectos: de argén, 3 peras de sinople, puestas 2.1. Por timbre una corona mural de pueblo.»
Blasón aprobado el 1 de junio de 1983 y publicado en el DOGC n.º 342 del 6 de julio de 1983.
Las peras hacen referencia al pueblo de San Martín de Riudeperas, antigua cabecera del municipio, que le daba el nombre, y provienen de las armas de los Riudeperes, señores de la "domus" de Riudeperes.
El reglamento sobre los símbolos de las entidades locales de Cataluña especifica mediante el artículo 30.2 que el timbre, que es un acompañamiento situado encima del escudo, es siempre una corona que, ordinariamente, será una corona mural que le corresponda, en el caso de Calldetenes en el momento de aprobar el escudo, una corona mural de pueblo. 
Anteriormente utilizaba el siguiente blasón:
«Escudo cortado: primero, de oro, cabra pasante de sable, bordura componada de oro y sable. Segundo, de plata, tres peras de sinople bien compuestas dos y una. El todo timbrado de corona de conde.»
Este blasón fue aprobado el 4 de julio de 1963 y publicado en el BOE 178 del 26 de julio de 1963.
La cabra pasante de sable es de la Casa de Osona, y pertenece al linaje de los Cabrera. Las peras de las segunda partición, en recuerdo del escudo tradicional del municipio.
- La bandera de Calldetenes tiene la siguiente descripción:

«Bandera apaisada, de proporciones dos de alto por tres de ancho, blanca con tres peras verdes de altura cada una de ellas de 1/6 del alto de la bandera, puestas dos y una y centradas en un cuadrado imaginario situado al lado superior del palo de costado 1/2 del alto.»
La bandera fue aprobada el 20 de agosto de 1993 y publicada en el DOGC n.º 1.792 del 3 de septiembre de 1993.
La bandera representa las mismas figuras del escudo.

Representación del escudo publicado en el BOE 178.
Representación del actual escudo de Calldetenes.
Representación de la bandera de Calldetenes.

## Demografía
Calldetenes cuenta con una población de 2690 habitantes (INE 2024).
| Gráfica de evolución demográfica de Calldetenes entre 1842 y 2021 |
| |
| Población de derecho según los censos de población del INE. Población de hecho según los censos de población del INE.En este censo se denominaba Riu de Peras, San Martín de: 1842. En este censo se denominaba Riudeperas: 1857. En estos censos se denominaba San Martín de Riudeperas: 1860, 1877, 1887, 1897, 1900, 1910, 1920, 1930, 1940, 1950 y 1960. |

| 1900 | 1930 | 1950 | 1970 | 1981 | 1986 | 2006 | 2008 |
| ---- | ---- | ---- | ---- | ---- | ---- | ---- | ---- |
| 664  | 902  | 895  | 987  | 1229 | 1408 | 2214 | 2329 |

## Comunicaciones
El municipio está comunicado por una carretera local con Vich y Folgarolas y cercano a la C-25 de Cervera a Gerona. 

## Economía
Agricultura de secano, ganadería e industria alimentaria.

## Cultura
Calldetenes tiene una larga tradición en el teatro amateur, las primeras representaciones del Grupo Escénico de Calldetenes datan de la primera mitad del siglo XX, el grupo se reconvirtió en 1997 en el Espardenya Teatre, que desde aquel momento representa obras clásicas de autores catalanes, obras de autores italianos, e incluso musicales. La inauguración del nuevo auditorio teatro ha dado un nuevo impulso a esta actividad.
Otros aspectos culturales representativos de Calldetenes, son los premios literarios de Calldetenes, el concurso de cómics de Calldetenes y el premio de teatro Lluís Solà y Sala. 
En la finca La Novissima se encuentra la colección Abartium dirigida por Eva Cunill. Ubicado en un edificio catalogado, muestra dentro de su Galería de arte obras de Jorge de Oteiza, Josep Guinovart. Joan Miro, Antoni Tàpies, Joan Miró, Daniel Garbade, Álvaro Peña Sáez,  y Koldo Etxebarria entre otros.

## Lugares de interés
- Iglesia de la Virgen de la Merced, del siglo XVIII.
- Iglesia de San Martín de Riudeperas, de origen románico.
- Monasterio de Santo Tomás de Riudeperas, de origen románico.
- Ruinas de la iglesia de Santa María del Camí, de origen románico.

## Curiosidades
- El poeta Jacinto Verdaguer vivió en el Mas de Can Tona de Calldetenes en los años en que estudiaba en el seminario de Vich.
- El ayuntamiento de Calldetenes declaró el municipio "Territorio catalán libre"[12] el 3 de septiembre de 2012 con las mismas ideas de independencia de Cataluña y provisionalidad de leyes españolas que San Pedro de Torelló. Ha sido el segundo municipio en hacerlo, aprobando la moción 45 minutos después que San Pedro de Torelló, pero en el mismo día."[13]